# Tour de Suisse 1997
Die 61. Tour de Suisse fand vom 17. bis 26. Juni 1997 statt. Sie wurde in neun Etappen und einem Prolog über eine Distanz von 1520 Kilometern ausgetragen.
Gesamtsieger wurde Christophe Agnolutto. Die Rundfahrt startete in Romanshorn mit einem Prolog über 7,2 Kilometer und endete in Zürich. Insgesamt gingen 157 Fahrer in Romanshorn an den Start. Davon kamen 90 in Zürich ins Ziel.

## Etappen
| Etappe    | Tag      | Start – Ziel                   | km         | Etappensieger        | Gesamtwertung        |
| --------- | -------- | ------------------------------ | ---------- | -------------------- | -------------------- |
| Prolog    | 17. Juni | Romanshorn – Romanshorn        | 7,2 (EZF)  | Oscar Camenzind      | Oscar Camenzind      |
| 1. Etappe | 18. Juni | Romanshorn – Basel             | 193,1      | Erik Zabel           | Oscar Camenzind      |
| 2. Etappe | 19. Juni | Basel – La Chaux-de-Fonds      | 202,1      | Christophe Agnolutto | Oscar Camenzind      |
| 3. Etappe | 20. Juni | La Chaux-de-Fonds – Kandersteg | 183,2      | Jan Ullrich          | Christophe Agnolutto |
| 4. Etappe | 21. Juni | Spiez – Spiez                  | 31,5 (EZF) | Serhij Hontschar     | Christophe Agnolutto |
| 5. Etappe | 22. Juni | Biasca – Bosco Gurin*          | 147,5      | David Etxebarria     | Christophe Agnolutto |
| 6. Etappe | 23. Juni | Locarno – Zug                  | 193,9      | Tom Steels           | Christophe Agnolutto |
| 7. Etappe | 24. Juni | Zug – Wetzikon                 | 174,3      | Rolf Aldag           | Christophe Agnolutto |
| 8. Etappe | 25. Juni | Wetzikon – Davos               | 195,9      | Oscar Camenzind      | Christophe Agnolutto |
| 9. Etappe | 26. Juni | Davos – Zürich                 | 191,3      | Niki Aebersold       | Christophe Agnolutto |

* Wegen eines Schlechtwettereinbruchs wurde auf den ursprünglichen Startort Spiez verzichtet und stattdessen in Biasca gestartet, eine Ersatzstrecke sowie lediglich der Original-Schlussteil gefahren.